# Cámara técnica

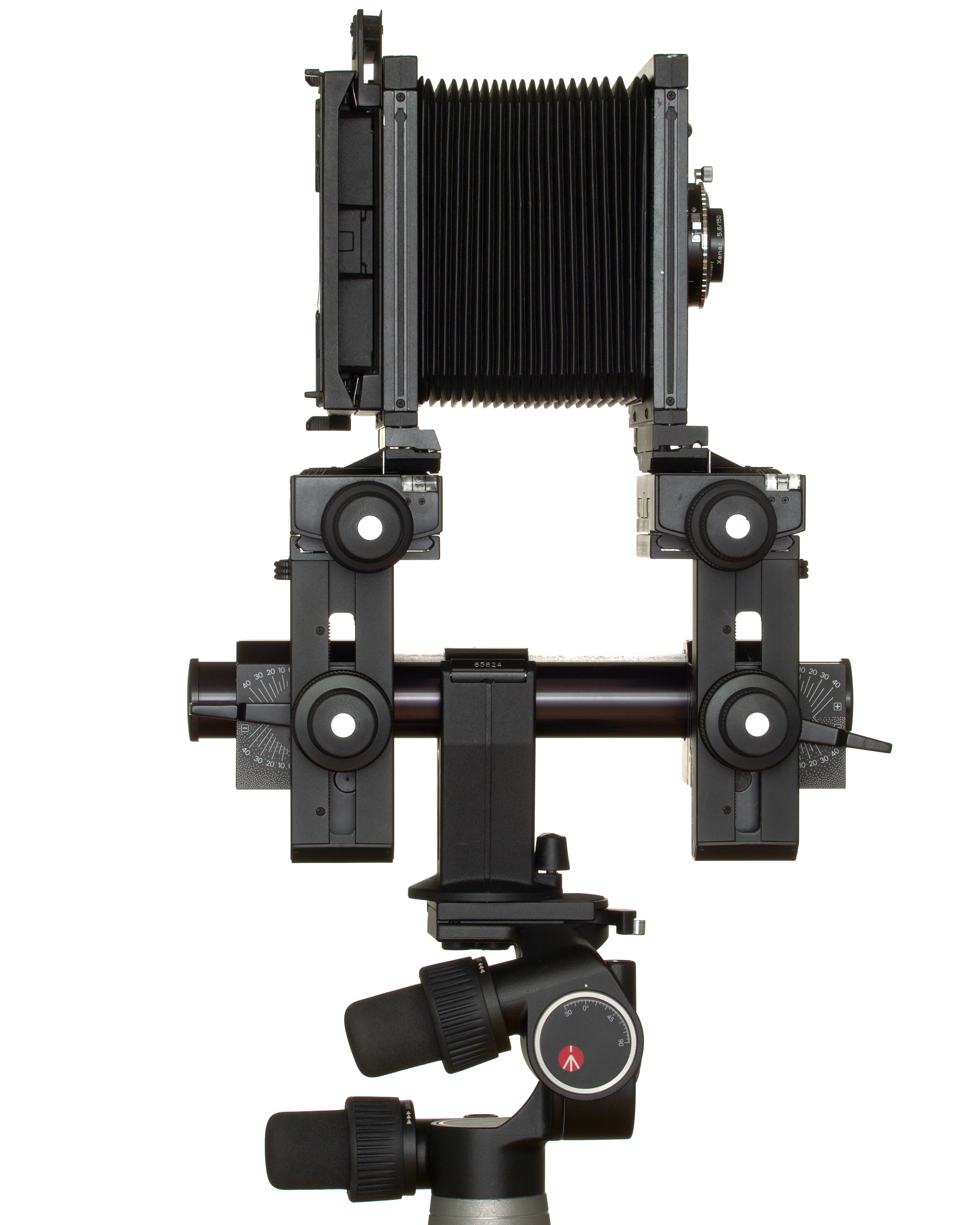
Cámara del modelo Sinar P2, un ejemplo de cámara técnica.

Una cámara técnica (también denominada banco óptico, cámara de gran formato, cámara de banco o cámara de placa) es un tipo de cámara directamente evolucionada de las primeras cámaras de fotografía de la historia. Se articula en torno a un acordeón que une el objetivo con el plano donde, en el caso de la cámara analógica, se disponen las grandes placas emulsionadas (9x12 cm). Gracias a la capacidad móvil de esta fuelle, además, se puede enlazar los dos montantes situados en sus extremos (delantero y trasero) de modo que ambos planes puedan moverse sobre un banco óptico situado debajo del dispositivo y que sostiene estructura. La particularidad de estas cámaras es, así, el hecho que permitan hacer que el eje óptico no pase por el centro de la imagen o que no incida perpendicularmente sobre su plan, otorgando al fotógrafo el control absoluto de la forma de la imagen, de su perspectiva y de su profundidad de campo.

## Partes de una cámara técnica[3]
- Montado delantero: en este se coloca la óptica. Su movimiento afecta tanto en su punto de vista como en el enfoque de la imagen resultante.
- Acordeón: ya sea de cuero o de materiales sintéticos, su capacidad flexible, móvil y extensible permite el juego con los dos montantes a la vez que su carácter estanco (pues se acopla perfectamente a los dos extremos) impide el paso de la luz entre ambos elementos. Su interior, con el fin de evitar cualquier reflejo o brillantez involuntarios, es negro mate. Es posible cambiar su longitud, tanto para hacerla más grande (a partir de la suma de varios acordeones) cómo para reducirla (sustituyéndose por un acordeón más pequeño).
- Montado posterior: en este se encuentra el apoyo digital o la placa analógica encargados de recoger la imagen. Su movimiento afecta a la perspectiva de la imagen resultante.
- Carro: es el elemento que permite el movimiento de los montados, hecho que las distingue de las cámaras rígidas. Generalmente las cámaras de gran formato poseen 2: uno delantero y uno posterior, ya sean con o sin columnas laterales.
- Raíl o banco óptico: es el elemento sobre el cual se desplazan los montantes de la cámara técnica. Sostiene toda la estructura y permite, al igual que el acordeón, prolongaciones.
- Objetivo: posee un círculo de imagen más grande que el rectángulo del formato, hecho que posibilita que el eje óptico no pase por el centro de la imagen o que no incida perpendicularmente sobre su plano. Así, se genera una imagen circular en el interior de la cual se inscribe el rectángulo del formato. Puede ocurrir un efecto de viñeteado si (debido a los movimientos de los montados) no se cubre totalmente el rectángulo del formato. Cuanta más diferencia haya entre el tamaño del círculo y el tipo de formato, más juego se permitirá con los movimientos de la cámara.

## Rasgos particulares
- Gracias al juego que permite con la disposición del acordeón, no existe una limitación en la distancia de enfoque.
- Al permitir un gran tamaño del sensor digital o placa analógica, los resultados de la imagen son de gran calidad.
- La posibilidad de mover los montados permite generar y controlar cambios de perspectiva, la profundidad de campo y en ambas cosas a la vez.
- Sus grandes dimensiones y su peso hacen que, en general, se usen trípodes especiales para manejar la cámara con precisión.
- Su uso se limita, en términos generales, a objetos estáticos y paisajismo. Se encuentran normalmente en estudios de fotografía publicitaria de alto nivel profesional.

## Utilidad
Este tipo de cámaras técnicas se utilizan normalmente para fotografiar objetos o elementos estáticos, paisajes y arquitectura. Tiene un gran peso en esta última puesto que el sistema de movilidad que proporciona la cámara ayuda a corregir las deformaciones de perspectivas que pueden causar los diferentes ángulos de posicionamiento de la cámara. Además se encuentran normalmente en estudios de fotografía publicitaria de alto nivel profesional.